# Битка на Ровинама
Битка на Ровинама је вођена 17. маја 1395. године недалеко од данашњег Куртеа де Арђеша у Румунији, између влашког војводе Мирче Старијег (1386—1418) и османског султана Бајазита I (1389—1403). Влашки војвода је уживао подршку угарског краља Жигмунда Луксембуршког (1387—1437), док су се османској војсци нашле српске велможе (Стефан Лазаревић, Марко Краљевић, Константин Драгаш Дејановић и вероватно Константин Балшић) које су, као Бајазитови вазали, предводили помоћне одреде. Османска војска је највероватније поражена у борби, али није претрпела значајне губитке. Са друге стране, влашки војвода је после битке признао султанову врховну власт и обавезао се да му плаћа данак.
Битка је природни наставак војне кампање након освајања Великог Трнова (1393) и одиграла се у чувеној влашкој гори.

## Разлози
Мирча Старији је верни вазал заштитника стрељаних под зидинама Никопоља, Јована Шишмана. Јован Шишман убија Дана и поставља Мирча за влашког војводу. С друге стране, Мирчина супруга, позната као Мара у народу, Мађарица је и чланица мађарске краљевске породице.
У Серу, који је главни град Јелене Бугарске, Бајазит окупља све своје вазале у сврху освајања Шишманових имања.
Битка на Ровинама је значајна јер је показала да Турци нису непобедиви, што је довело до организовања великог крсташког похода против њих, који се окончао катастрофом код Никопоља, 25. септембра 1396. године. На локалном плану, она је довела до значајног ширења територија на Балкану, које су се налазиле под директном влашћу османског султана. У бици су погинули краљ Марко и Константин Драгаш, тако да је Бајазит заузео њихове зависне државе. Према наводима Константина Филозофа из житија Стефана Лазаревића, пред саму битку краљ Марко је Константину Драгашу рекао: „Ја кажем и молим Господа да буде хришћанима помоћник, а ја нека будем први међу мртвима у овом рату“.

## Дешавања пре битке
Током лета 1393. године, Бајазит је напао своје бугарске вазале, оптужујући их за везе са угарским краљем Жигмундом, за које се не зна са сигурношћу да ли су заиста постојале. Он је заузео Трново и уништио Трновску Бугарску. Крајем те и почетком наредне године, он је почео да у Серу окупља своје балканске вазале, при чему је свако од њих добио одвојену наредбу да дође и није био обавештен о наредбама упућеним другима. Бајазитови мотиви нису најјаснији, али се сматра да је планирао да их све побије и преузме њихове земље. Не зна се са сигурношћу ко се све појавио у Серу, али извори помињу византијског цара Манојла II (1391—1425), његовог синовца Јована VII (1390), његовог брата морејског деспота Теодора I (1383—1407), док се од српских вазала помињу кнез Стефан (кнез 1389 — 1402, деспот 1402—1427) и Константин Драгаш. Када су се вазали окупили, султан је издао наредбу да се сви они погубе, али Османлије у Серу нису одмах извршиле његову заповест и он се на крају предомислио. Део вазала је отпуштен кући, док је са другим делом довршио освајање Тесалије и заузео Солун, 12. априла.
Византинци су после овога прекинули све односе са Бајазитом, а он је, као одговор на то, започео блокаду Цариграда. Међу онима који се нису појавили у Серу, највероватније су били Вук Бранковић који је већ у јесен 1394. године отпочео са преговорима о депоновању свог блага у Дубровнику, као и Ђурађ II Страцимировић (1385—1403) који је почетком 1394. године нудио Млечанима приморске градове (Скадар, Дриваст и друге) које је претходно предао Османлијама. Са друге стране, његов рођак Константин Балшић је уз помоћ османских помоћних одреда, крајем 1394. године заузео Кроју, а затим и Дањ, поставши, у султаново име, господар локалних албанских великаша.
Бајазитов поход на Влашку, отпочео је у јесен 1394. године, када су се окупиле његове снаге, којима су се придружили и помоћни одреди дела српске властеле. Оне су прешле Дунав и ушле у Влашку, да би се 17. маја 1395. године на Ровинама сукобиле са војском војводе Мирчете.

## Дешавања после битке
Победа влашког војводе, нанела је велике војне губитке Бајазитовим снагама, које су после битке заузеле Видин. Она је, међутим, имала велики моралан значај. О њој је угарски краљ Жигмунд послао вести на запад, тако да је у Паризу одржана свечана служба у част хришћанске победе. Он сам је непосредно после битке, одузео Османлијама Мали Никопољ. Све то, довело је до окупљања велике хришћанске војске (између 60.000 и 100.000 људи) која је 1396. године прешла Дунав и заузела Видин, после чега се упутила ка Никопољу, где је 25. септембра 1396. године, доживела тежак пораз.
На јужном Јадрану, Ђурађ II је у јесен 1395. године заузео Скадар и околна утврђења, која је потом понудио Млечанима, који су у априлу 1396. године преузели Ђурђеве поседе око Скадра и источно од реке Бојане.
Међутим, Бајазит је битку на Ровинама искористио и да овлада Македонијом, пошто су у бици погинули њени преостали господари, краљ Марко и Константин Драгаш. Маркова браћа, Андријаш и Дмитар, су још током пролећа 1393. године напустили своје поседе, јужно од Скопља, тако да у тим деловима некадашњег Српског царства више није било никога ко би могао да наследи краља Марка. Њих двојица су у јулу 1394. године боравила у Дубровнику, одакле су прешли у Угарску и ступили у службу краља Жигмунда. Константинов син, Јаков, прешао је у ислам и као Јакуб, једно време је управљао облашћу око Велбужда.
Почетком 1396. године, Бајазитове снаге су заузеле Приштину, али нису овладале целокупним земљама Вука Бранковића. Током лета исте године, Османлије су, ојачане помоћним одредима кнеза Стефана, упале у Банат и опљачкале га.